# Шупина, Любовь
Любовь Шупина (3 мая 1975) — российская и казахстанская женщина-борец вольного стиля, призёр чемпионата Европы.

## Спортивная карьера
В мае 1993 года в Иваново стала серебряным призёром чемпионата Европы, уступив лишь Татьяне Карамчаковой. Далее стала выступать за Казахстан. В том же году стала второй на чемпионате мира среди юниоров, уступив японке Масато Шимидзу. Также неудачно выступила на двух чемпионатах мира 1993 и 1995 годов.

## Спортивные результаты

### За Россию
- Чемпионат Европы по борьбе 1993 — ;

### За Казахстан
- Чемпионат мира по борьбе среди юниоров 1993 — ;
- Чемпионат мира по борьбе 1993 — 6;
- Чемпионат мира по борьбе 1995 — 14;